# زينب بنت العوام

زينب بنت العوام بن خويلد الأسدية (توفيت نحو 40 هـ) صحابية، وشاعرة، وأخت الزبير بن العوام، وزوجة حكيم بن حزام، وأمها أم الخير أميمة بنت مالك بن عميلة بن السباق بن عبد الدار بن قصي.
جاء في كتاب «الأعلام للزركلي»: «شاعرة، صحابية. هي أخت الزبير بن العوام، وزوجة حكيم بن حرام. أدركت الإسلام، وأسلمت. وعاشت إلى أن قتل ابنها عبد الله بن حكيم، يوم الجمل، فرثته وذكرت أخاها بأبيات».
وذكر ابن حجر العسقلاني في «الإصابة في تمييز الصحابة»:
| زينب بنت العوام | أخت الزبير بن العوام. قال الزُّبَيْرُ بْنُ بَكَّارٍ: هي أم خالد ويحيى وشيبة وعبد الله وفاختة بنت حكيم بن حرام. أسلمت وبقيت إلى أن قُتل ابنُها عبد الله بن حكيم بن حرام يوم الجمل فرثته، وذكرت أخاها بأبيات منها: قتَلْتُمْ حــــَوَارِيَّ النَّبِيِّ وَصِـــــــــهْرَهُوَصَاحِبَهُ فَاسْتَبشرُوا بجَحِيــــــــمِوَقَدْ هَدَّنِي قَتْلُ ابْن عــــَفَانَ قَــبْلَهُوَجَادَتْ عَلَيهِ عَبْرَتِي بِسَجُـــــــومِأعَيْنَيَّ جُودا بِالدُّمُوعِ وَأْفـــــــــــرِغَاعَلَى رَجُلٍٍ طَلْقِ اليَدَينِ كَرِيــــــــــمِوَقَدْ كَانَ عَبْدُ الله يُدْعَى بِحَارِثٍوَذِي خَلَّةٍ مِنَّا وَحَــــــــــــــــمْلِ يَتِيمِفَكَيْفَ بِنَا أمْ كَيْفَ بالدِّينِ بَعْدَمـــَا أصِيبَابْنُ أرْوَى وابْنُ أمِّ حَكِيمِ | زينب بنت العوام |